# Église Saint-Eustache de Saint-Eustache (Québec)
Pour les articles homonymes, voir Saint-Eustache, Église Saint-Eustache et Église Saint-Eustache de Saint-Eustache.
L'église Saint-Eustache est un édifice religieux catholique sis à Saint-Eustache au Québec (Canada). Construite en 1783 l'église a été témoin de la bataille de Saint-Eustache lors de la rébellion de 1837. Depuis 1970 elle est classée comme 'immeuble patrimonial' et désignée lieu historique national en 2014. Elle est dédiée à saint  Eustache de Rome, général romain nommé Placidius qui était anciennement vénéré comme saint patron de la chasse avant d'être supplanté par  saint Hubert. Il est toutefois toujours vénéré comme  saint auxiliateur par l'Église catholique.

## Histoire

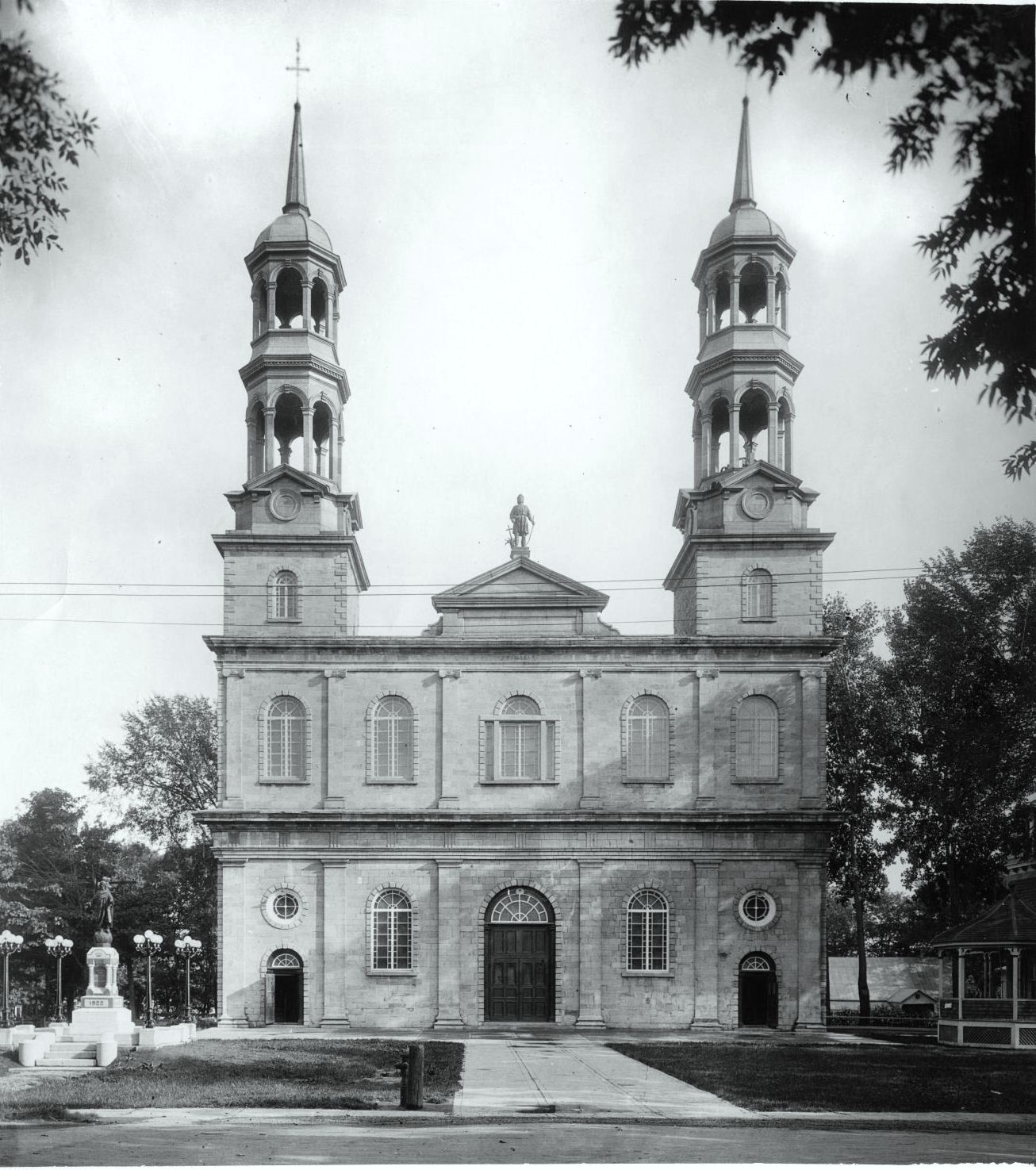
Église Saint-Eustache en 1920

Le terrain sur lequel l'église fut édifiée fut donné à la fabrique en 1770 par Eustache-Louis Lambert Dumont, le seigneur des Mille-Îles. Elle fut construite de 1780 à 1783 par le maçon Augustin Grégoire et le charpentier Joseph Dufour dit Latour.
L'église fut consacrée en 1783 par Mgr Jean-Olivier Briand après que l'architecte Augustin Grégoire eut complété ses travaux. De nouvelles sculptures sont ajoutées en 1820 par Louis-Amable Quévillon.
|  |

Lors de la rébellion, elle fut incendiée pendant le siège mené par le colonel John Colborne, au cours duquel moururent 70 patriotes, dont Jean-Olivier Chénier. Des traces de boulets de canon sont toujours visibles sur la façade de l'église, seul élément subsistant de la construction originale.
L'église a été restaurée en 1850 sous la direction de Joseph Sawyer. Les ornements ont été par la suite améliorés sous l'influence d'Olindo Gratton.
L'église Saint-Eustache a été désignée lieu historique national du Canada le 30 septembre 2014 par la Commission des lieux et des monuments historiques du Canada.
Son acoustique étant remarquable, elle servira de studio d'enregistrement pour la firme Decca qui enregistra l'Orchestre Symphonique de Montréal sous son directeur musical Charles Dutoit dans les années 1980-1990. Ces enregistrements reçurent plusieurs prix internationaux.